# Cordà de Paterna
La cordà de Paterna és la culminació de les Festes Majors de Paterna, que se celebra la matinada següent a l'últim diumenge d'agost. És una cordà en la que un grup de coets, del tipus femelletes (dividits en mares, que es divideixen en 8, i normals, que no es divideixen) carretó o també denominats coets borratxos, penjats en una corda nuada de punta a punta d'un carrer i de la qual van deixant-se anar i esclatant. Destaca per la seva magnitud i espectacularitat i que es desenvolupa al carrer Major.
Els tiradors, dirigits pel Coeter Major, cremen 55.000 coets amb una intensitat de 2.000 coets per minut. Els tiradors professionals i els afeccionats poden disparar coets en un espai habilitat, el coetòdrom, durant el desenvolupament de les Festes Majors. A part, els participants, vestits amb roba que els cobreix tot el cos per evitar cremades, van agafant-ho i llançant-los a l'aire dins del recinte fitat i durant un temps limitat.
Està declarada com a Festa d'Interès Turístic Nacional des de 2017.